# 桐生市立桜木小学校
桐生市立桜木小学校（きりゅうしりつ さくらぎしょうがっこう）は、群馬県桐生市相生町一丁目にある公立小学校。

## 所在地
- 群馬県桐生市相生町一丁目383

## 学区
- 桜木町[1]
- 相生町一丁目の一部（飛地部分を除く地区）
- 相生町二丁目の一部
- 広沢町一丁目の一部
- 広沢町二丁目の一部

## 学校周辺
- 桐生市立桜木中学校
- 東武桐生線：新桐生駅
- 国道122号
- 群馬県道68号桐生伊勢崎線